# Bankhalter
Als Bankhalter oder Bankier bzw. Banquier oder kurz die Bank bezeichnet man beim Glücksspiel denjenigen Spieler, der alleine gegen alle übrigen, die sogenannten Pointeure spielt.
Die meisten Casino-Spiele sind sogenannte Bankhalter-Spiele, engl. banking games, frz. jeux de contrepartie wie etwa Roulette, Craps, Sic Bo, Black Jack, Tropical Stud, Easy Poker oder Baccara banque. Bei diesen Spielen wird eine Partei – nämlich die Spielbank – durch die Spielregeln bevorzugt (sog. Bankvorteil), sodass die Gegenspieler, die sog. Pointeure (von französisch point, dt. Punkt, siehe Pharo) auf lange Sicht, also bei häufigem Spiel, mit Sicherheit verlieren.
Im Unterschied zu den Bankhalterspielen besitzen bei den non banking games, frz. jeux de cercle alle Spieler – zumindest im Mittel – dieselben Gewinnchancen. Dies ist bei den meisten Poker-Varianten, wie etwa Draw Poker, Seven Card Stud und Texas Hold’em der Fall, aber auch bei Écarté oder all den Spielen, bei denen kein permanenter Bankhalter existiert, sondern diese Rolle wechselt, wie bei Baccara chemin de fer.